# The Bachman Books
The Bachman Books es una colección de novelas cortas por Stephen King publicadas bajo el alias Richard Bachman entre 1977 y 1982.
El libro fue estrenado en 1985, después de la publicación de Maleficio, para presentar a Bachman a los fanes que no sabían sobre el trabajo de King bajo este seudónimo (algunos estaban todavía en circulación en ese tiempo). Comienza con una introducción por King llamada "Porque yo era Bachman", explicando como y por qué tomó a Richard Bachman, y también como se descubrió por el público. Otra versión con una nueva introducción, The Importance of Being Bachman, fue publicado en 1996 para coincidir con el lanzamiento de una nueva novela de Bachman, Posesión. 

## Libros
Estas son las novelas coleccionadas en The Bachman Books:
- Rabia (1977)

- La larga marcha (1979)

- Carretera maldita (1981)

- El fugitivo (1982)

## Fuera de impresión
Las ediciones de Estados Unidos de esta colección y la novela Rabia fueron permitidos en estar fuera de impresión por el autor y publicador debido al tiroteo en Heath High School - un tiroteo en una escuela secundaria con Michael Carneal. Las otras tres novelas restantes están disponibles como libros separados.
The Bachman Books todavía están disponibles en Reino Unido, aunque no contiene Rabia En un pie de nota al prefacio del libro más reciente de Bachman, Blaze, (el 30 de enero de 2007) King escribió sobre Rabia: "Fuera de impresión, y es una cosa buena."